# 西宁路街道
西宁路街道，是中华人民共和国新疆维吾尔自治区克拉玛依市独山子区下辖的一个乡镇级行政单位。

## 行政区划
西宁路街道下辖以下地区：
第六社区、第九社区、第十社区、第十一社区、第十二社区、第十三社区和第十四社区。